# 美國白人

美國白人（White American），是指被認為或自稱為白人的美國人，白種人（包括西班牙裔和拉丁裔白人）構成美國最大的族裔，2010年美國人口普查中有70％的美國人口被認定為白人。非拉丁美洲裔白人總計約有197,181,177人，占美國人口的60.4％。歐裔美國人是美國白人社群中最大的族裔，自美國建國以來已構成美國的多數人口。
依據美國人口調查局、美國行政管理和預算局以及其他的政府機關的定義，白人是指「擁有來自歐洲、中東（西亞）與北非民族血統」的人。有時候，會以高加索人種來稱呼白人的血統。
美國白人（不包括西班牙裔）是由德裔（16.5%）、愛爾蘭裔（11.9%）、英格蘭裔（9.0%）、義大利裔（5.8%）、波蘭裔（3.3%）、法裔（3.1%）、蘇格蘭裔（1.9%）、荷蘭裔（1.6%）、挪威裔（1.5%）、瑞典裔（1.4%）、蘇格蘭和愛爾蘭（1.2%）、俄裔（1.0%）以及威爾斯裔（0.7%）等民族而構成了58.9%白種人口，然而英國裔（英格蘭  ·  蘇格蘭-愛爾蘭  ·  蘇格蘭  ·  威爾斯）的統計人口可能被低估，因為大多數可能被歸類在美國祖先（7％）的分類中，特別是獨立戰爭前就已經移民美國的白人後裔。順帶一提的是，拉美裔人口比例是9.62%，主要以墨西哥移民美國的人口為主；事實上猶太裔也佔有一定的比例。
美國白人佔了其國家人口75.05%。美國白人在社會上以及人口統計學裡都顯示出比較具有優勢的群體。

## 起源和历史
在哥倫布到新大陸及歐洲國家進入這處殖民前，北美大陸沒有白人活動。但有些學術觀點認為早在哥倫布之前，北歐維京人以及巴斯克人已到過美洲大陸；這些論點尚待學術界與考古挖掘討論，此處僅就白人於美洲進行大規模活動論述起。
美國白人的大規模活動，是從五月花號到達美洲之後，詹姆斯城建立到北美十三殖民地成立這段期間開始。
早期美国的白人中，英裔白人占了绝对优势，但也有德意志人移民，这些德国人大多来源于汉诺威、黑森或萨克森，前者是英国的盟国之一，后两者则主要来源于英国军队的的雇佣军。
1803年美国购买路易斯安那殖民地后，新奥尔良和圣路易斯两地大量的法裔居民也成为了美国白人的一部分。新奥尔良南边的数个堂区至今仍是美国仅有的两个法裔在白人人口中占主导的地区之一（另一个是缅因州北部靠近魁北克的地区）
1840年代爱尔兰饥荒期间，大量爱尔兰人开始进入美国，他们开始对美国的文化产生重要影响。同期，美国从墨西哥夺取大量领土，定居在加利福尼亚和德克萨斯的墨西哥白人也成为美国白人的一部分，而且直到1970年美国人口普查修改目录之前，这些拉美裔白人一直算作欧裔白人。
1860年代后，随着意大利和德国相继完成统一，这两个国家的中央集权政府建立，两国的自由派人士和贫民开始大量移居美国，美国的德裔和意大利裔人口持续增长，这个趋势在1880-1920年间达到顶峰，这两国的移民数量直到1960年代才开始停滞和下降。意大利移民很快便占据了纽约市人口的主导地位，日后著名的意大利黑手党的总部和活动范围也立足于纽约市。
东欧移民比英法移民来得晚，但人口数和影响力都很大。美国开国将领中的普拉斯基就是波兰人。1848年革命后，大量波兰和波罗的海国家的资产阶级移居美国，1880年代后来自俄罗斯西部、德国东部和奥匈帝国的东欧移民（以波兰人为主）大量进入美国，波兰移民在芝加哥有着优势地位，芝加哥的热狗和波兰菜肴至今仍十分知名。俄罗斯移民则大多是在苏联建立前期和苏联解体后移民美国的，早期俄罗斯移民主要是逃离战乱的资产阶级和贵族。
北欧白人移民很多定居于北达科他州、明尼苏达州北部，这两个地区气候寒冷、人口稀少，所以北欧移民虽然人数不多，但在这里是主流族群。
中东裔白人在二战前的主要来源地是奥斯曼帝国，包括其阿拉伯各省。一战后土耳其移民占据了中东裔白人移民的大多数，直到二战后，尤其是80年代后，阿拉伯人开始大量移民美国。目前美国最大的阿拉伯人聚居地是密歇根州的迪尔伯恩。
1970年代后，美国的人口普查局将拉丁裔作为民族（ethnic）单独列出，虽然不属于任何种族，但由于拉丁美洲本身就曾是欧洲殖民地和重要移民目的地，因此拉美裔人口专门区分了白人和黑人。拉美裔在70年代仅有300万人口，但到2020年时已经突破7000万，是美国各族裔群体中增速最快的。拉美裔白人主要来源于墨西哥、巴西、阿根廷和智利。
美国白人群体中还有个特殊群体，即南非地区白人。这里的南非指非洲南部，不单指南非共和国。南非地区白人大量移民美国始于1980年代，彼时英国殖民地津巴布韦（南罗德西亚）独立，当地的白人被驱逐或自我驱逐，除了回迁英国外，他们也将移居目的地定为美国。南非共和国在90年代中期以后治安恶化，经济停滞不前，针对白人的种族暴力愈演愈烈，目前是美国南部非洲白人移民的主力。美国首富之一的埃隆马斯克就是南非白人。2025年，美国总统特朗普专门设立了针对南非白人的保护和庇护通道，并亲自接见了南非白人难民。

## 今昔的界定
今日，“美國白人”這個詞彙是可以指稱境內許多不同的白種民族。然而有些美國人口調查學者並不會把拉丁裔列入白人的行列裏。
雖然美國人口普查（United States Census）主要目的在反映出一個社會上種族的界定和範圍，與其說它是瑣碎又複雜不如說是人口調查判斷標準。美國白人族群使用的“White ethnic”一詞已經不再是限定非以華斯普（WASP，意譯為盎格魯撒克遜白人新教徒，是今天构成美国上流社会的绝大部分）為主要族群。

### 目前人口普查的界定
2000年美國人口普查情形，通常此報告是反映出這個國家社會上已經被認定的民族劃分範圍的基準，他們不會遵照任何人類學或遺傳學的依據。它明確定義“白種人民”为有歐洲、西亞（中東）、北非血緣的人民。這裡也包含了國家性與地區性的血緣，加拿大白人、拉美裔白人、澳大利亞白人、新西蘭白人還有南非白人這些地方人民的血緣為人口統計學提供相關證據。

## 人口

### 歷年普查美國白人人口
| 普查年份 | 白人人口    | 比例  | 變化率  |
| -------- | ----------- | ----- | ------- |
| 1900年   | 66,809,196  | 87.9% | ▲ 21.2% |
| 1910年   | 81,731,957  | 88.9% | ▲ 22.3% |
| 1920年   | 94,820,915  | 89.7% | ▲ 16.0% |
| 1930年   | 110,286,740 | 89.8% | ▲ 16.3% |
| 1940年   | 118,214,870 | 89.8% | ▲ 7.2%  |
| 1950年   | 134,942,028 | 89.5% | ▲ 14.1% |
| 1960年   | 158,831,732 | 88.6% | ▲ 17.7% |
| 1970年   | 178,119,221 | 87.5% | ▲ 12.1% |
| 1980年   | 188,371,622 | 83.1% | ▲ 5.8%  |
| 1990年   | 199,686,070 | 80.3% | ▲ 6.0%  |
| 2000年   | 211,460,626 | 75.1% | ▲ 5.9%  |
| 2010年   | 223,553,265 | 72.4% | ▲ 5.7%  |
| 2020年   | 244,138,000 | 73.4% | ▲ 9.4%  |

## 文化
美國文化中的白人文化佔有非常大的比重。他們很早就進入北美地區，並且白人已經為美國文化貢獻文學、藝術、農業技術、飲食、服飾、音樂以及語言。
在美國，關於白人文化有些時候會使用“郊區文化”這個委婉的中性詞彙來代替。因为美国的白人大多收入较高，可以负担得起郊区的中高档房产，因此美国绝大多数城市的郊区白人比例非常高。
一般而言，美国东部的白人社群分为两个需要的群体：洋基（Yankee）和迪克西（Dixie），洋基最初指的是新英格兰地区的英裔居民，但到了南北战争前夕已经变成美国北方白人的代名词，一般包括南北战争前北部各州白人（从密西西比河到大西洋之间）包括新英格兰各州，纽约，宾州，俄亥俄州，印第安纳州，伊利诺伊州，密歇根州和威斯康辛州，而迪克西人则指美国南方白人，主要生活在从弗吉尼亚到德克萨斯的区域，即美国南部。由于西进运动，美国西部的白人很少做这样的区分，南北战争后随着工业化的迅猛发展，美国人口流动和迁居非常频繁，所以这种南北方文化差异逐渐淡化。
美国的欧裔白人里德国人占比最高，宾夕法尼亚州甚至有自己的德语方言（宾夕法尼亚德语）和阿米什人这样的德国文化群体。英国人（包括苏格兰、爱尔兰和威尔士的移民）的文化也是美国白人文化的重要组成，美国所有的酒店自助早餐都是英式早餐及其变种，爱尔兰的酒吧则是美国街头最常见的夜生活场所。而芝加哥每年4月的帕特里克节都会将其市中心的河段染成绿色。意大利和法国的移民为美国的饮食带来了极大的影响。在美国披萨是常见食品，法国人带来的酒酿产业让美国的红酒和葡萄酒至今在世界仍享有盛誉。

### 語言
語言的使用上，白人（或是歐裔）與美洲原住民以及非裔彼此相互影響而產生出特殊的形式。在美國似乎與歐洲相反，不同的人民之間的的互動是在農莊或是在貿易所以及市鎮，這些反映出了美式英語的發展情況。